# Flaggen und Wappen der Landkreise Estlands
Diese Liste führt die Flaggen und Wappen der 15 Landkreise (maakond) Estlands auf.
Die Flaggen bestehen einheitlich aus zwei horizontalen Streifen Weiß-Grün und führen im weißen Feld das Wappen des jeweiligen Kreises. Das Seitenverhältnis beträgt 7:11.
| Landkreis                        | Wappen   | Flagge   | Lage  |
| -------------------------------- | -------- | -------- | ----- |
| Kreis Harju (Harrien)            | Harju    | Harju    | EE-37 |
| Kreis Hiiu (Dagö)                | Hiiu     | Hiiu     | EE-39 |
| Kreis Ida-Viru (Ost-Wierland)    |          |          | EE-44 |
| Kreis Järva (Jerwen)             |          |          | EE-51 |
| Kreis Jõgeva (Laisholm)          |          |          | EE-49 |
| Kreis Lääne (Wiek/Wieck)         |          |          | EE-57 |
| Kreis Lääne-Viru (West-Wierland) |          |          | EE-59 |
| Kreis Pärnu (Pernau)             |          |          | EE-67 |
| Kreis Põlva (Pölwa)              |          |          | EE-65 |
| Kreis Rapla (Rappel)             |          |          | EE-70 |
| Kreis Saare (Ösel)               | Saare    | Saare    | EE-74 |
| Kreis Tartu (Dorpat)             |          |          | EE-78 |
| Kreis Valga (Walk)               |          |          | EE-82 |
| Kreis Viljandi (Fellin)          | Viljandi | Viljandi | EE-84 |
| Kreis Võru (Werro)               |          |          | EE-86 |